# Alexander von Schlippenbach

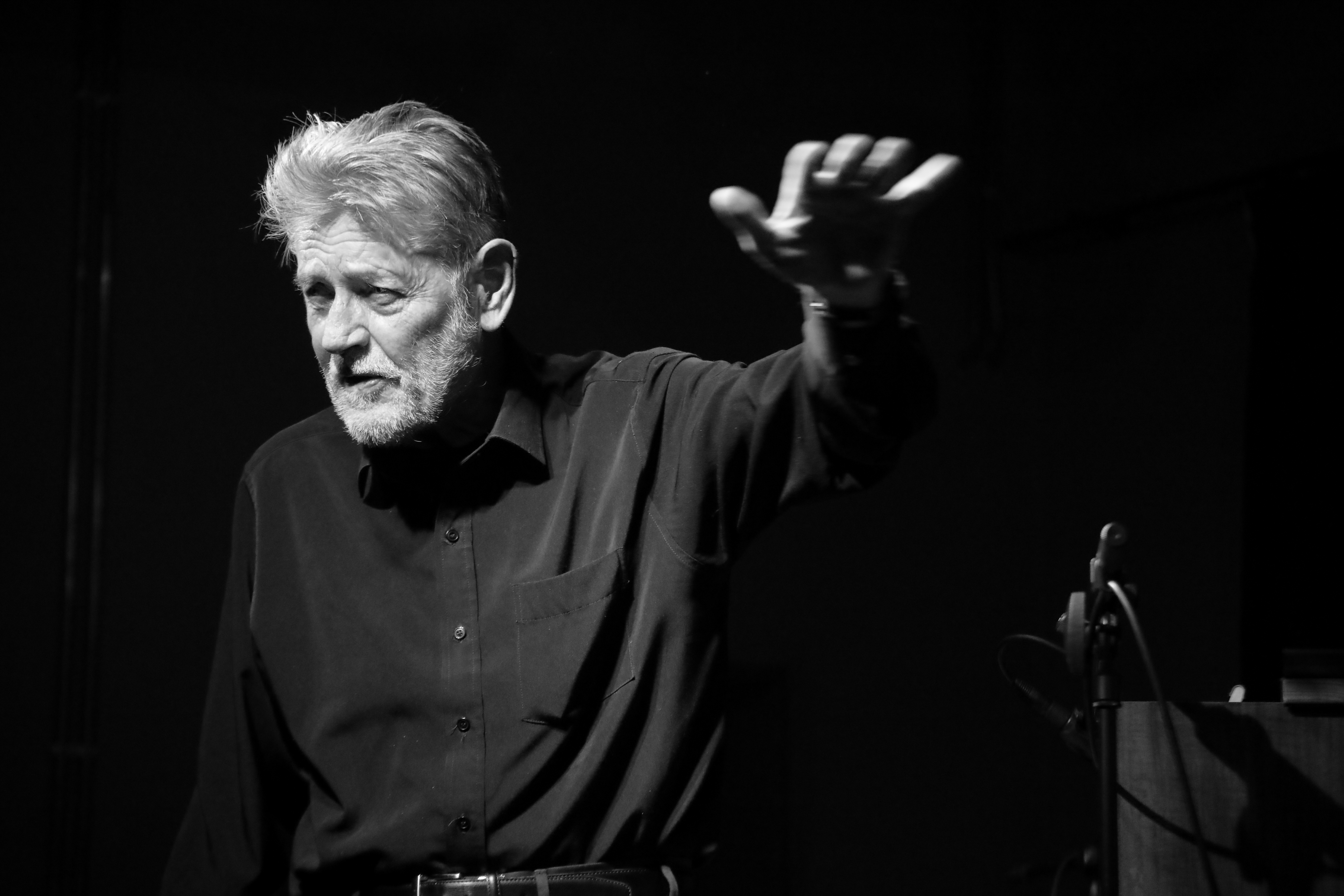
Alexander von Schlippenbach im club W71 2019

Alexander von Schlippenbach (* 7. April 1938 in Berlin) ist ein deutscher Jazz-Pianist, freischaffender Arrangeur und Komponist in Berlin. Schlippenbach gilt als wichtiger Vertreter der ersten Generation der europäischen Free-Jazz-Musiker.

## Leben und Wirken

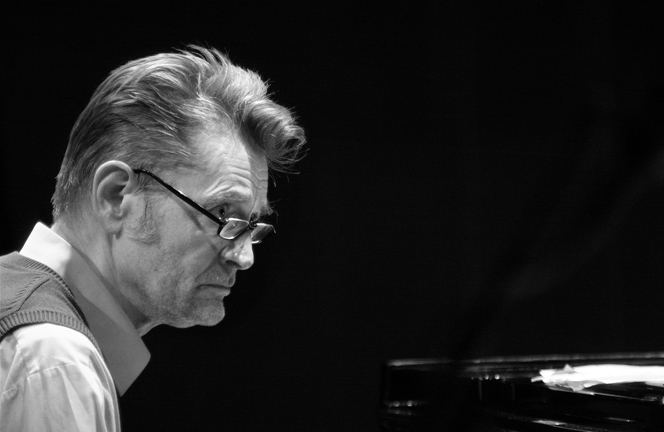
Schlippenbach 2005 im Bimhuis, Amsterdam

Schlippenbach erhielt Klavierunterricht ab dem achten Lebensjahr; nach dem Abitur am Gymnasium Kreuzgasse in Köln studierte er Komposition an der Hochschule für Musik Köln bei Rudolf Petzold und Bernd Alois Zimmermann. Schon während des Studiums war er Pianist im Jazzquintett von Gunter Hampel und ab 1965 im Ensemble von Manfred Schoof. Mit 28 Jahren gründete er (zunächst für einen Kompositionsauftrag der Berliner Jazztage) das Globe Unity Orchestra, das er bis heute leitet. 1968 organisierte er eines der „Anti-Festivals“ in Köln, kurz darauf war er an der Gründung des zunächst im Besitz der Musiker befindlichen Labels Free Music Production (FMP) beteiligt.
Seit 1970 besteht sein Trio mit Paul Lovens und anfangs Michel Pilz, dann Evan Parker (teilweise als Quartett mit Peter Kowald, Alan Silva oder Reggie Workman). Paul Lytton ersetzte Paul Lovens am Schlagzeug, nachdem Lovens ab 2018 nicht mehr mit auf Tour gehen konnte. Er unternahm Tourneen für das Goethe-Institut in Europa, Asien, Australien und den Vereinigten Staaten und machte Theaterarbeit mit Sven-Åke Johansson. Er produzierte für den WDR, den SDR, SWF, Radiotelevisione Italiana, RIAS beziehungsweise das Deutschlandradio Berlin. Zahlreiche Langspielplatten und CDs erschienen bei MPS, CBS, ECM, Enja, FMP,  Disk Union und Intakt.
1988 gründete Schlippenbach das Berlin Contemporary Jazz Orchestra mit dem Ziel, neue Werke zeitgenössischer Jazzkomponisten aufzuführen und auf Tonträger zu produzieren. Weiterhin arbeitete Schlippenbach in Duos mit Sven-Åke Johansson, mit seiner Frau Aki Takase, mit Tony Oxley, mit Sam Rivers, Sunny Murray und mit Manfred Schoof. 1999 nahm er in Zusammenarbeit mit Rudi Mahall und Axel Dörner das Gesamtwerk von Thelonious Monk beim NDR auf. Im Jahr 2001 fungierte er als Programmberater des Total Music Meetings. 2011 gründete er mit Henrik Walsdorff das Schlippenbach-Walsdorff Quartett (mit Antonio Borghini und Christian Lillinger). Gelegentlich tritt er gemeinsam mit seinem Sohn Vincent alias DJ Illvibe auf.

## Preise und Auszeichnungen
Schlippenbach erhielt Schallplattenpreise der Union Deutscher Jazzmusiker (UDJ) (1980/81) und ist Träger des Kunstpreises Berlin 1976, des Albert-Mangelsdorff-Preises 1994. und des SWR-Jazzpreises 2007. 2017 wurde ihm das Verdienstkreuz am Bande des Verdienstordens der Bundesrepublik Deutschland verliehen. 2024 erhält er den Jazzpreis Berlin und erhielt den Deutschen Jazzpreis sowohl für sein Lebenswerk als auch in der Kategorie „Piano/Tasteninstrumente.“

## Diskographische Hinweise
- Sven-Åke Johansson / Alexander von Schlippenbach: Ein Abend in Pöseldorf (Ni-Vu-Ni-Connu, 2017)
- Alexander von Schlippenbach / Dag Magnus Narvesen: Liminal Field (Not Two Records, 2018)
- Peter Brötzmann, Alexander von Schlippenbach, Han Bennink: Fifty Years After… Live at the Lila Eule 2018 (Trost, 2019)
- Slow Pieces for Aki: Piano Solo (Intakt, 2020)
- Rodrigo Amado / Alexander von Schlippenbach / Ingebrigt Håker Flaten / Gerry Hemingway: Beyond the Margins(2023)